# Ko e fasi 'o e tu'i 'o e 'Otu Tonga
Ko e fasi ʻo e tuʻi ʻo e ʻOtu Tonga è l'inno nazionale di Tonga. 

## Storia
Il titolo significa letteralmente "canzone del re delle isole Tonga" nella lingua originale, ma viene comunemente chiamato "fasi fakafonua", vale a dire proprio "inno nazionale". 
Le parole furono scritte dal principe Uelingatoni Ngū Tupoumalohi, mentre la musica da Carl Gustav Schmitt. Fu usato per la prima volta nel 1874.

## Testo
ko homau ʻeiki koe 

ko koe ko e falalaʻanga 

mo e ʻofa ki Tonga. 

ʻAfio hifo ʻemau lotu 

ʻaia ʻoku mau faí ni 

mo ke tali homau loto 

ʻo maluʻi ʻa Tupou.»
sei il nostro Signore 

sei il nostro pilastro 

e l'amore di Tonga.

Vedere le nostre preghiere 

è quello che facciamo sempre

e possa tu esaudire il nostro desiderio

di proteggere Tupou.»